# Лімагус
Лімагус (араб. ليماقس) — село в Тунісі, у вілаєті Кебілі. Знаходиться на автошляху між Габесом та Кебілі.
| Туніс | Це незавершена стаття з географії Тунісу. Ви можете допомогти проєкту, виправивши або дописавши її. |